# Lee Aaron
Lee Aaron (nascida Karen Lynn Greening, Belleville, Ontário, Canadá, 21 de julho de 1962) é uma cantora canadense de heavy metal. Alcançou grande sucesso com seus hits "Metal Queen", "Whatcha Do to my Body" e "Sex with Love". Após uma incursão pelo jazz no começo dos anos 2000, recentemente retorna ao rock.

## Discografia

### Álbuns de estúdio
- 1982: The Lee Aaron Project
- 1984: Metal Queen
- 1985: Call of the Wild
- 1987: Lee Aaron
- 1989: Bodyrock
- 1991: Some Girls Do
- 1992: Powerline - The Best Of Lee Aaron
- 1994: Emotional Rain
- 1996: 2preciious
- 2000: Slick Chick
- 2004: Beautiful Things

### Singles
- 1984: Metal Queen
- 1984:	Shake It Up / Deceiver
- 1984:	We Will Be Rockin' / Hold Out
- 1985:	Runnin' From the Fire / Call of the Wild
- 1985:	Rock Me All Over
- 1985:	Barely Holdin' On / Danger Zone
- 1987:	Dream With Me / Empty Heart
- 1987:	Goin' Off the Deep End / Hands Are Tied
- 1987:	Only Human / Empty Heart
- 1989:	Hands On / Shame
- 1989:	Whatcha Do to My Body / Tough Girls Don't Cry
- 1990:	Sweet Talk / Rock the Hard Way
- 1991:	Sex With Love / Motor City Boy
- 1994:	Odds of Love
- 1994:	Shakin' Down the Odds of Love
- 1995:	Baby Go Round
- 1996:	Superbitch / Black Metal Jesus